# المقاتل النهائي 5
المقاتل النهائي 5 (بالإنجليزية: The Ultimate Fighter 5)‏ هي الدفعة الخامسة من المسلسل التلفزيوني الواقعي المقاتل النهائي الذي أنتجته يو إف سي.

## نهائي المقاتل النهائي 5
المقاتل النهائي: نهائي فريق بولفر ضد فريق بن (المعروف أيضًا باسم نهائي المقاتل النهائي 5) كان حدثًا للفنون القتالية المختلطة أُقيم من قِبل يو إف سي في 23 يونيو 2007.